# Acaenosquilla
Acaenosquilla is een geslacht van kreeftachtigen uit de klasse van de Malacostraca (Hogere kreeftachtigen).

## Soorten
- Acaenosquilla brazieri (Miers, 1880)
- Acaenosquilla latifrons (de Haan, 1844)